# Famille Pisani
Pour les articles homonymes, voir Pisani.
 (juillet 2024).
La famille Pisani est une famille patricienne de Venise, qui comme son nom l'indique, est originaire de Pise. Elle se retira à Venise dès le début du Xe siècle.

## Héraldique
Les premières armes des Pisani furent d'or à deux faces ondées d'azur sous un chef d'argent chargé d'une croix de gueules.
En 1120, ces armes furent écartelées à l'occasion de la guerre sainte avec un renard ou une hermine d'argent (animal appelé Dolce), rampant en champ d'azur.
Les troisièmes armes des Pisani sont un champ coupé d'azur et d'argent avec un lion rampant de l'un en l'autre qui tient une croix de gueules avec la patte droite de devant. 
Les armes appartiennent à différentes branches.

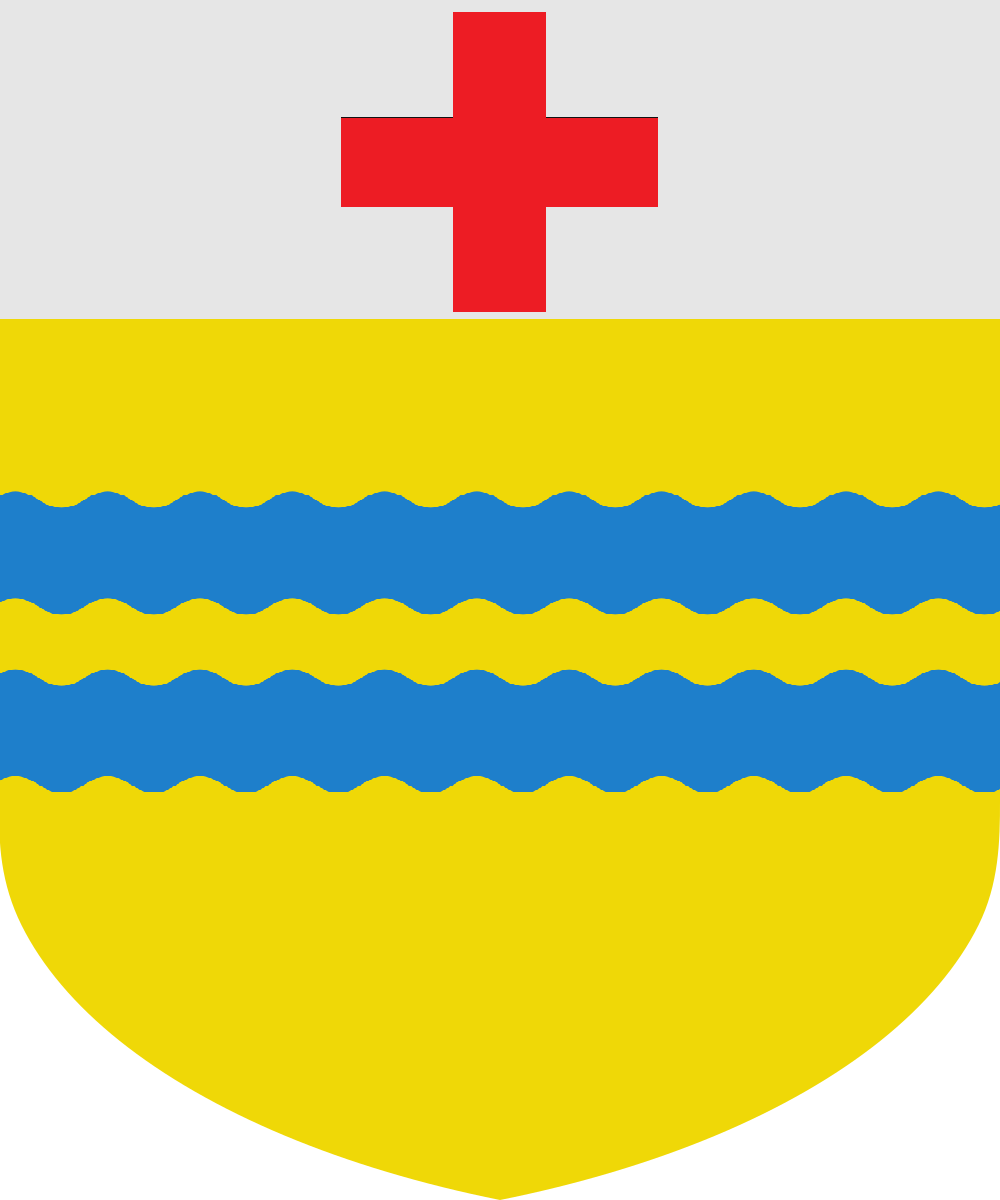
d'or à deux faces ondées d'azur sous un chef d'argent chargé d'une croix de gueules
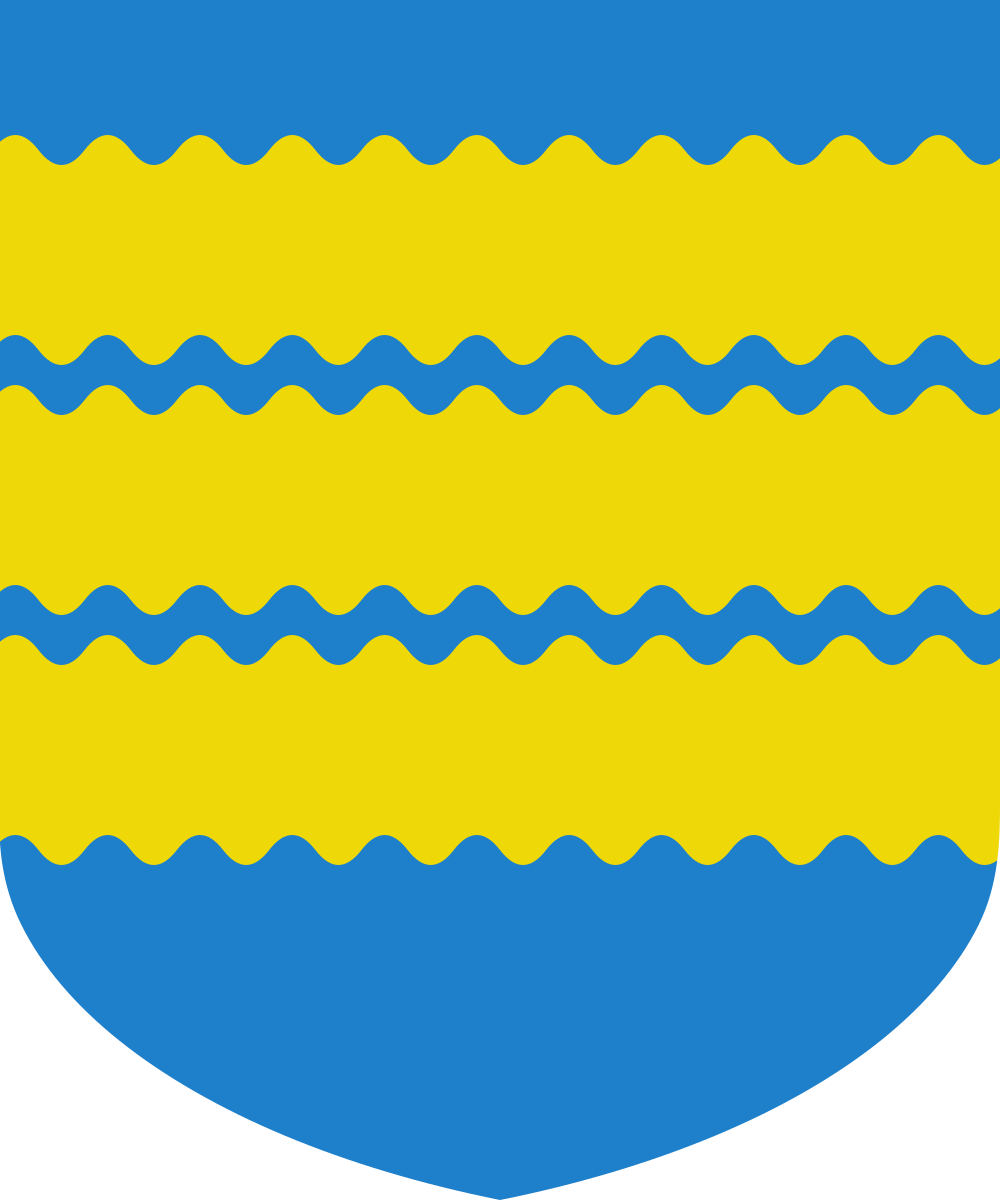
D'azur à trois bandes ondées d'or
Coupé d'argent sur azur à un renard (dolce) de l'un en l'autre
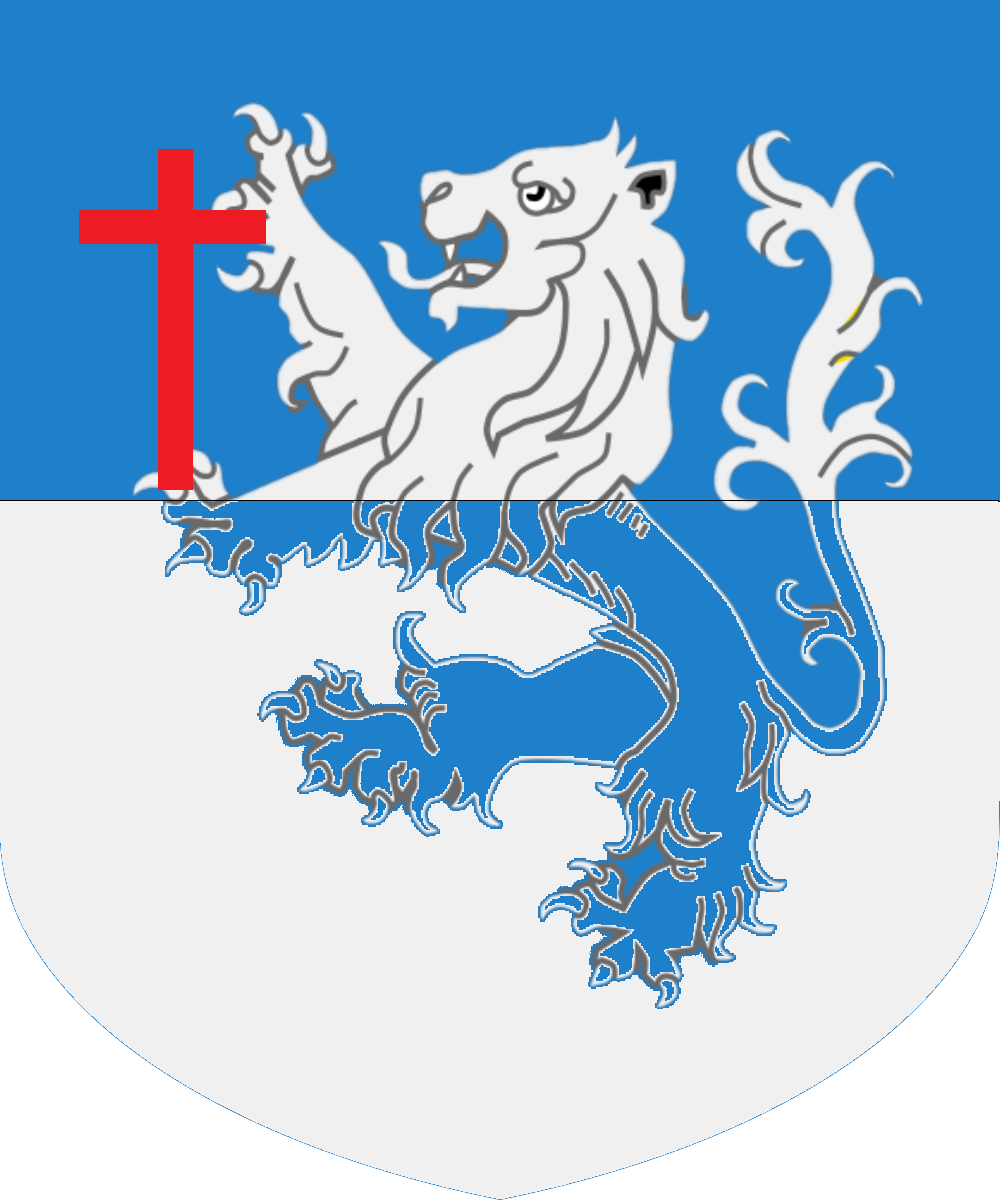
Coupé d'azur sur argent au lion de l'un en l'autre tenant une croix latine de gueules

## Personnalités
La famille donna divers ambassadeurs, procurateur de Saint-Marc et :
- Alvise Pisani  fut le 114e doge de Venise élu en 1735;
- Andrea (1622 - 1714) est amiral ("Capitano del mar") ;
- Giovanni fut duc de Candie (v. 1479) ;
- Francesco fut évêque de Padoue et créé cardinal par Léon X en 1517 ;
- Luigi fut évêque de Padoue et créé cardinal par Pie IV en 1563 ;
- Michele est représenté avec deux autres magistrats, Lorenzo Dolfin et Marin Malipiero, dans une œuvre du Tintoret, La Madone des Camerlenghi (ou des trésoriers) en 1566-1567. Cette toile de 221 × 521cm, conservée aux Gallerie dell'Accademia de Venise, provient du palais Camerlenghi au Rialto. Il s'agit d'un tableau votif commandé par ces magistrats[1].
- Niccolò fut général contre les Génois en 1353 ; après sa victoire près de la Sardaigne, il fut fait chevalier par Pierre IV d'Aragon ;
- Vittorio, général, eut une excellente réputation auprès des milices dans la guerre de Chioggia et eut droit à des funérailles publiques.

## Demeures

### Palais de Venise

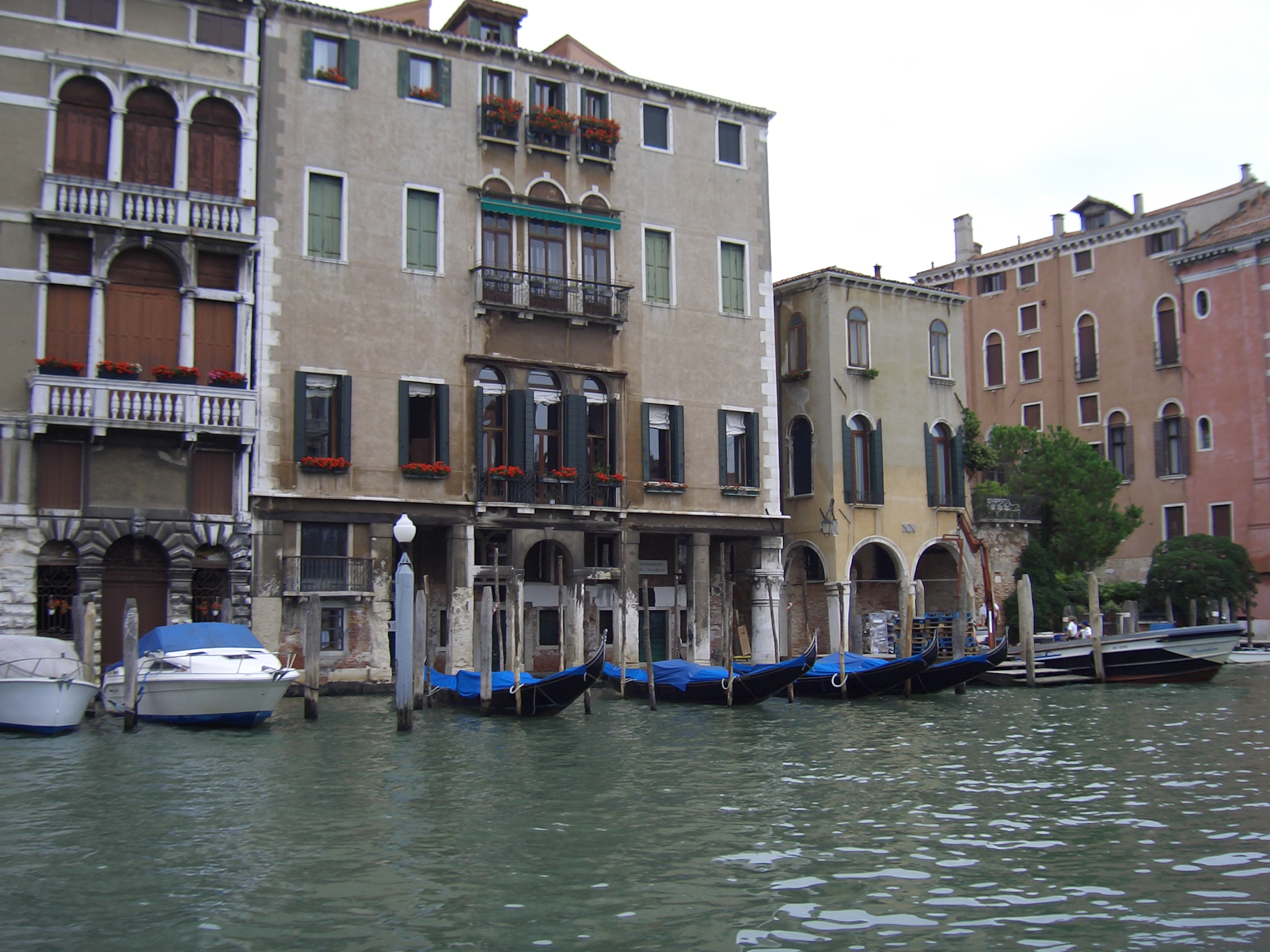
Palais Contarini Pisani.
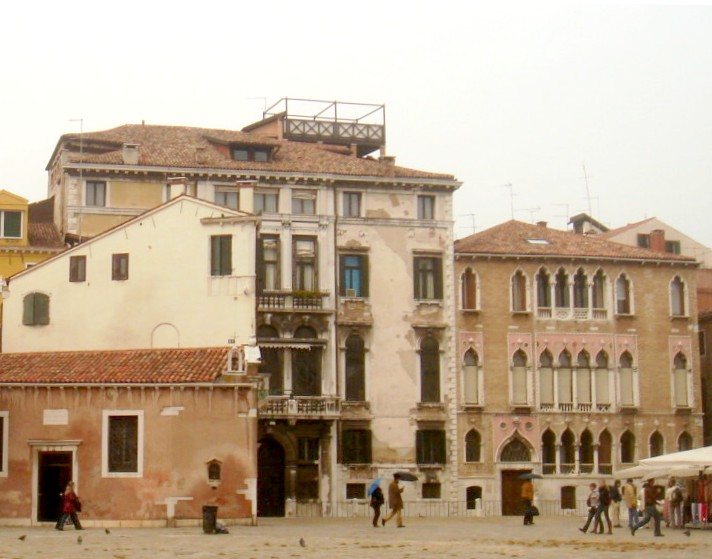
Palais Trevisan Pisani.
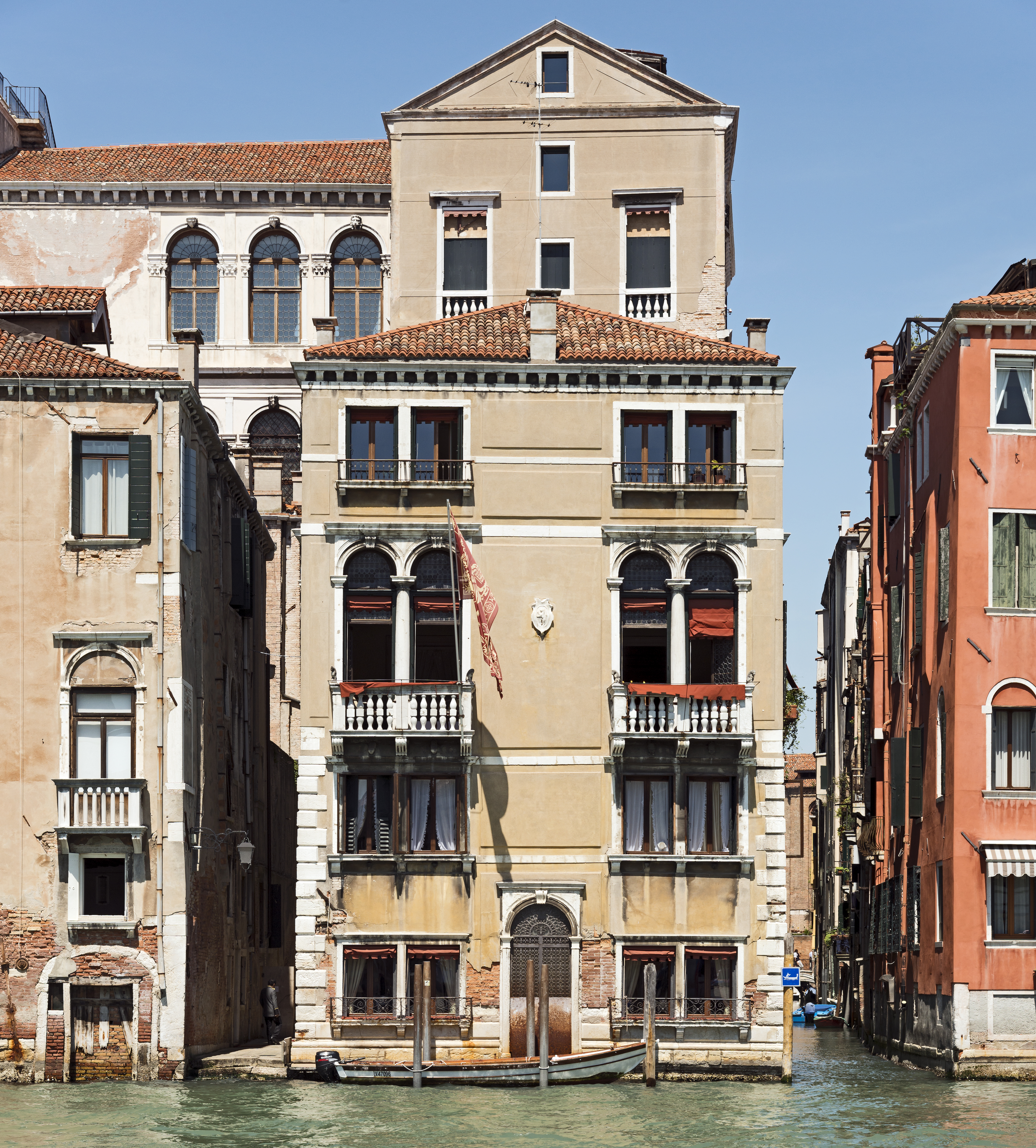
Palazzetto Pisani.
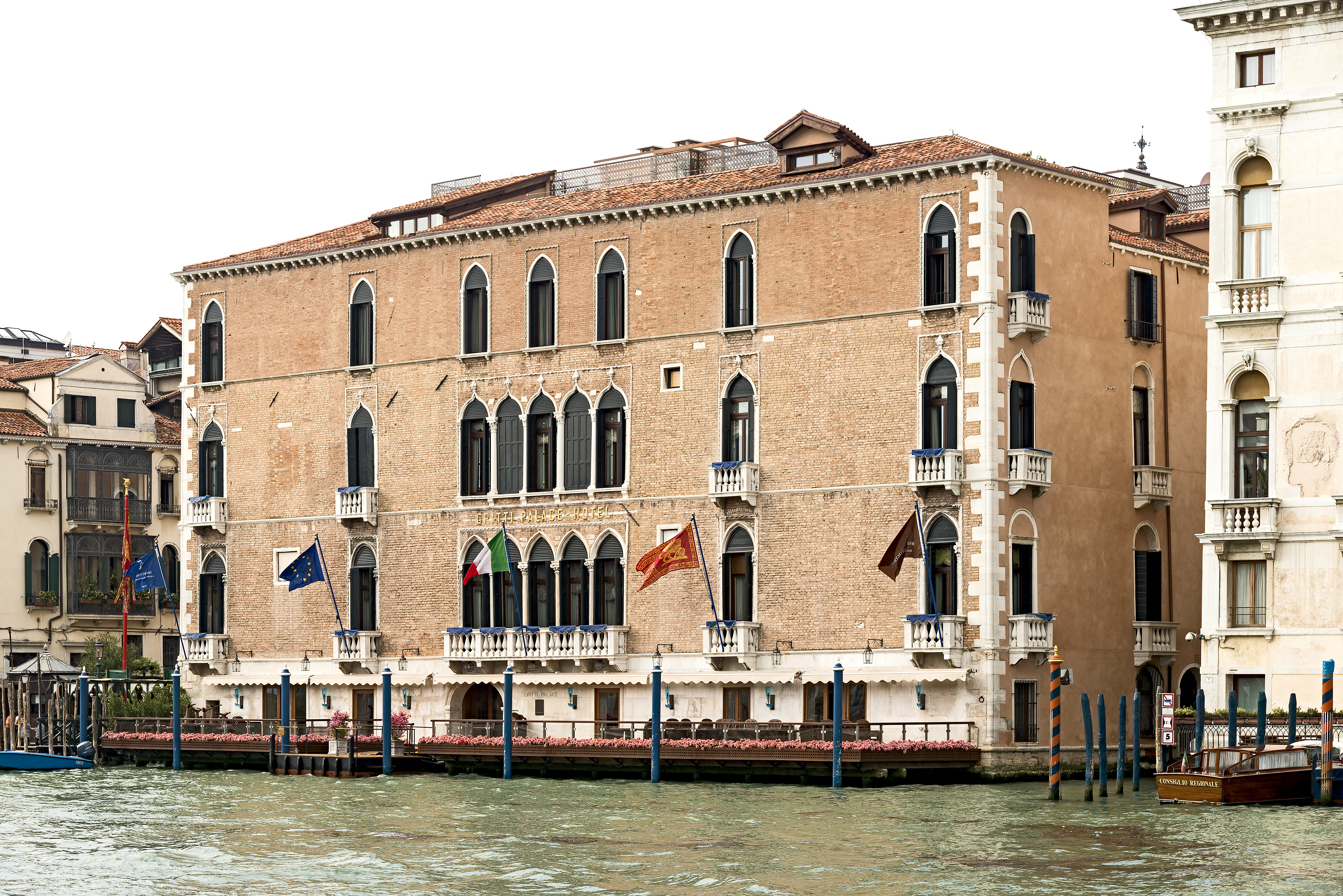
Palais Pisani Gritti.
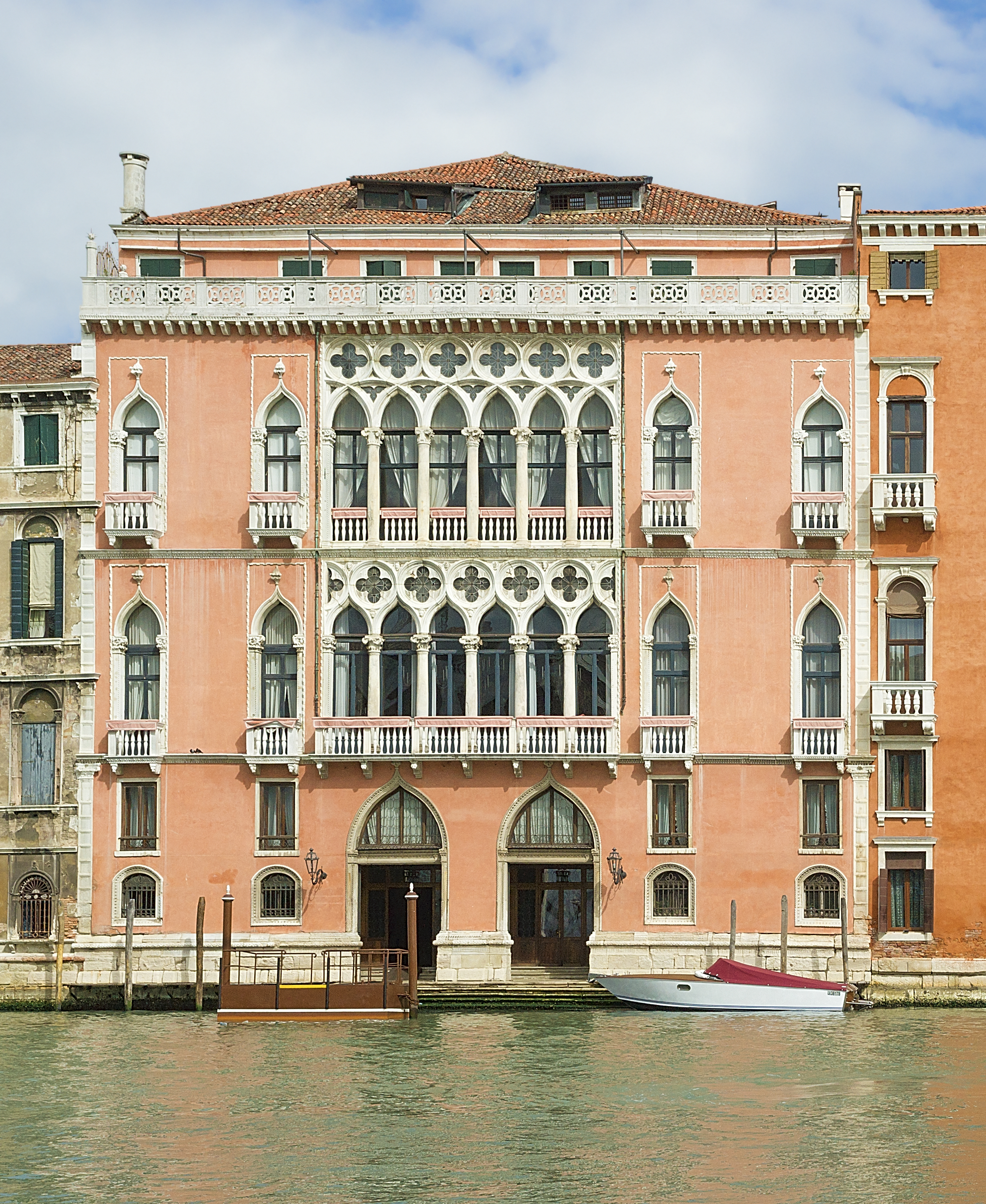
Palais Pisani Moretta.

- Petit Palais Pisani
- Palais Pisani a Santo Stefano (conservatoire de musique Benedetto Marcello)
- Ca' Pisani
- Palais Pisani a San Samuele
- Petit Palais Pisani Revedin
- Palais Pisani ai Nomboli
- Palais Soranzo Pisani

### Villas
- Villa Pisani, à Stra (1721)
- Villa Pisani, à Montagnana dessinée par Andrea Palladio (en 1552)
- Villa Pisani, à  Bagnolo dessinée par Andrea Palladio (1544)
- Villa Pisani, ou Rocca Pisana, à Lonigo dessinée par Vincenzo Scamozzi (1576)
- Villa Pisani Bolognesi Scalabrin, à Vescovana

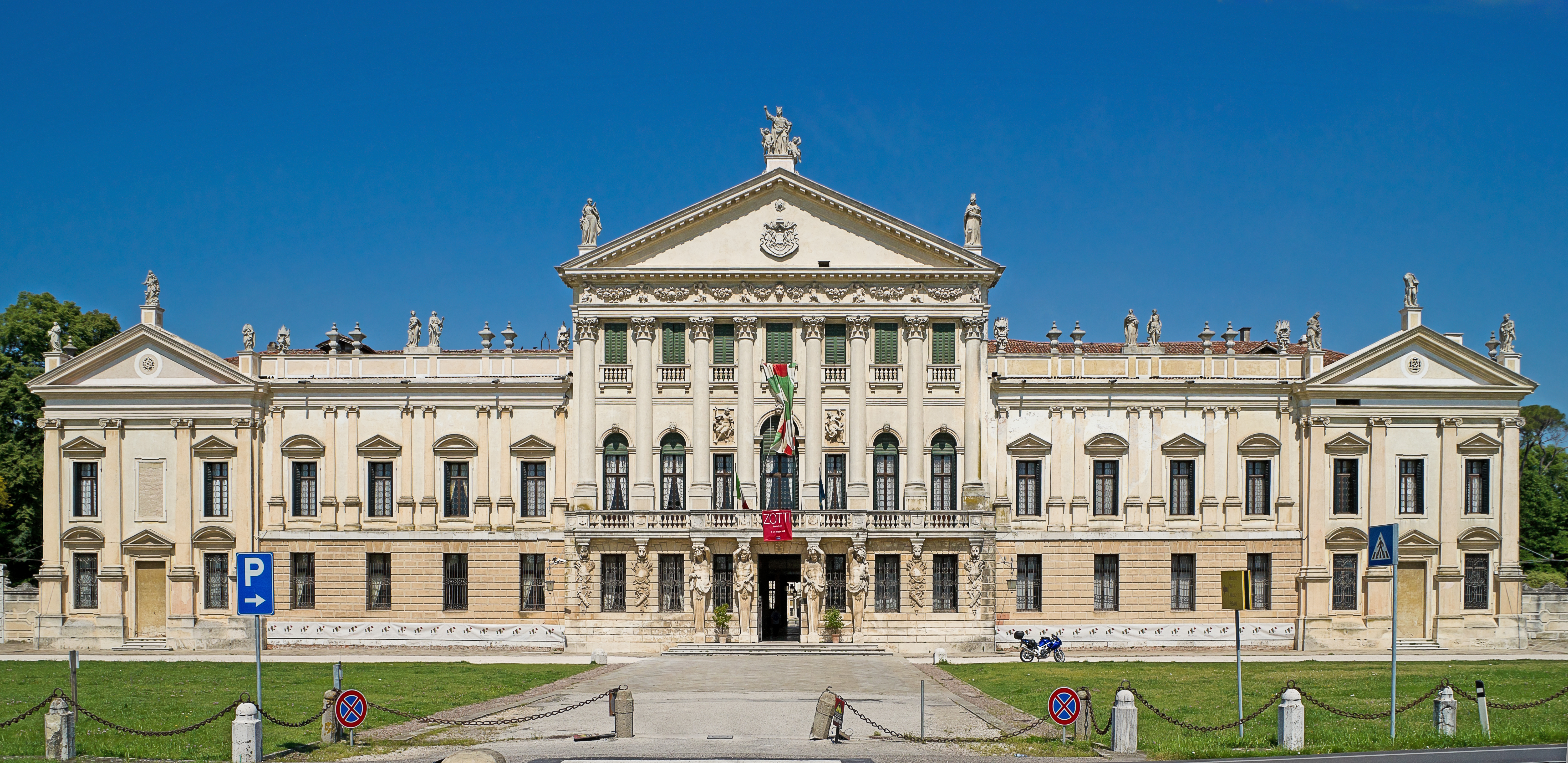
Villa Pisani, à Stra.
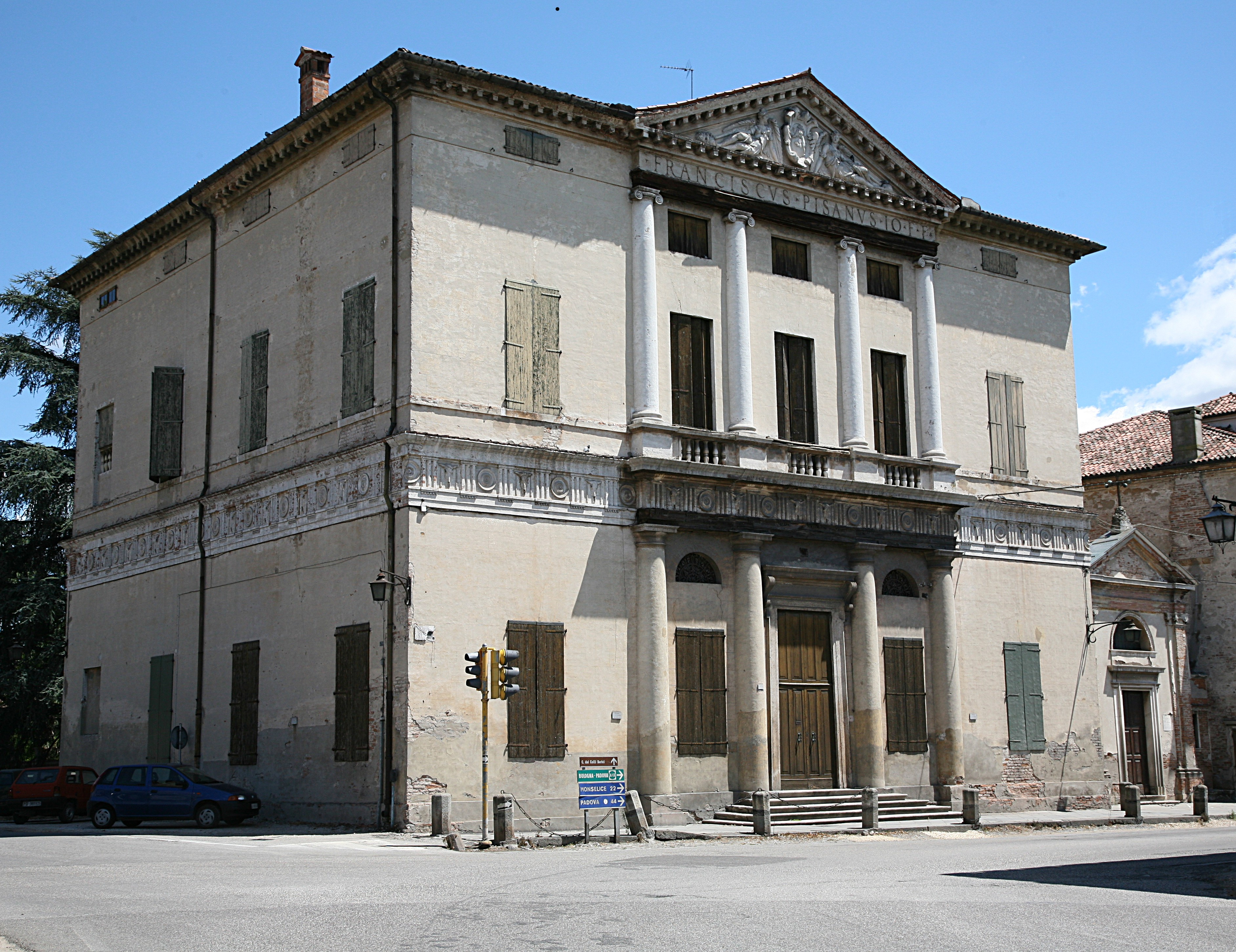
Villa Pisani, à Montagnana.
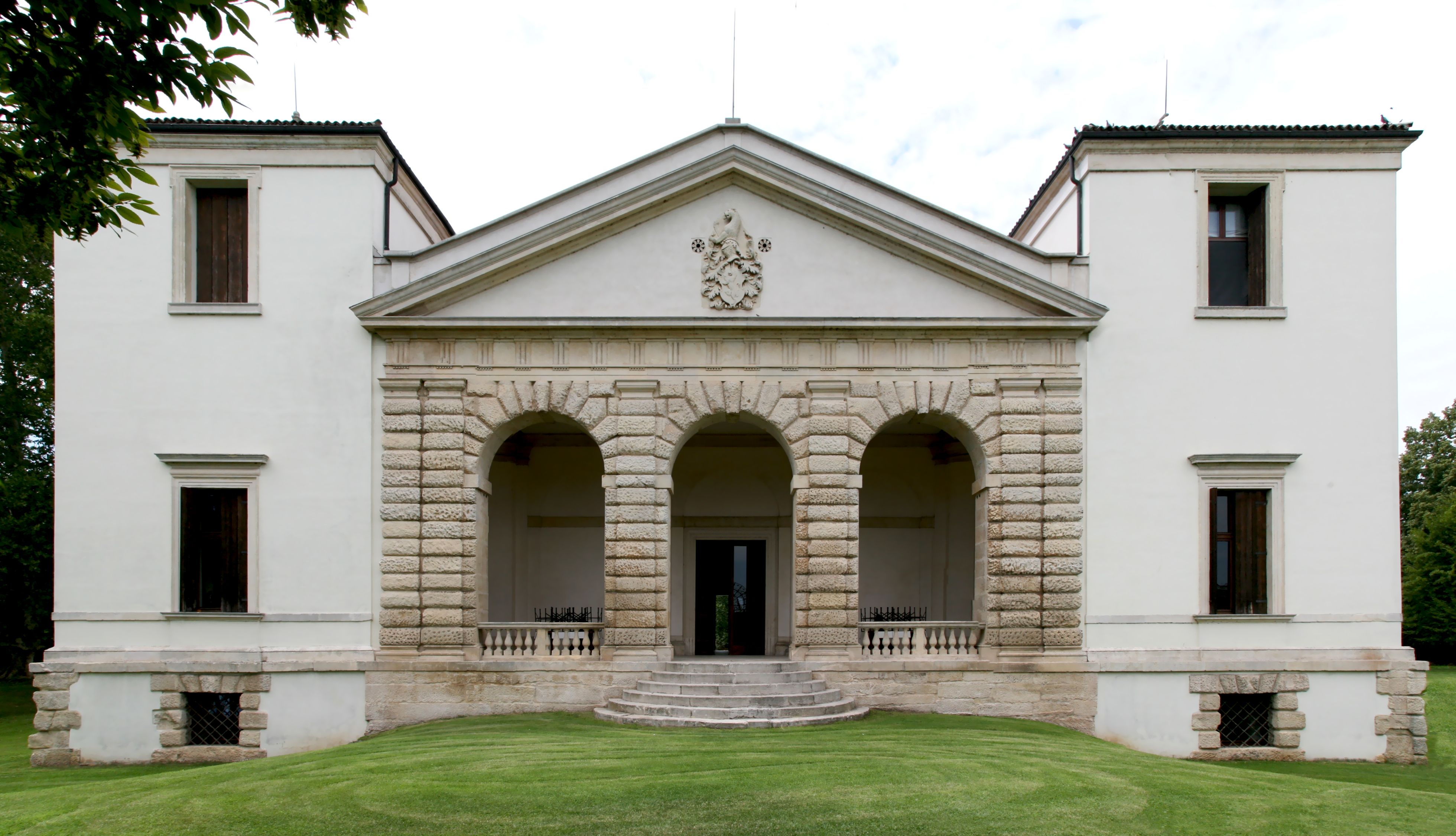
Villa Pisani, à Bagnolo.